# Tunnel de la Barre
Le tunnel de la Barre est un tunnel du centre-ville de Lausanne, en Suisse.

## Histoire
Lausanne est construite sur trois collines séparées par les vallons de deux rivières, la Louve et le Flon, qui confèrent à la ville un relief très accidenté. La création de routes et le développement de la ville s'en trouvent limités. L'ingénieur cantonal Adrien Pichard propose, dès 1835, de contourner la cité médiévale grâce à une série de routes à faible dénivelé, sur lesquelles viendraient se brancher les principales voies de communication vers l'Italie, la France et l'Allemagne. Cette ceinture routière, appelée « ceinture Pichard », située alors hors des murs de la ville, nécessite notamment la construction du Grand-Pont au-dessus du vallon du Flon et le percement d’un tunnel sous la Barre,.
Creusé entre 1851 et 1855 par l’ingénieur Victor Dériaz et l’architecte Georges Krieg qui reprennent les rênes du projet après la mort de Pichard en 1841, le tunnel de la Barre est l'un des derniers éléments de la ceinture à être réalisé. Il relie les vallons du Flon et de la Louve à l’endroit où ces deux cours d’eau ne sont séparés que par une barre molassique de quelques dizaines de mètres liant la colline du Signal à la colline de la Cité. La proximité des ruisseaux a rendu ce chantier difficile.
Ce tunnel n'a pas été percé, mais creusé en tranchée, puis voûté. Cette coupe dans la molasse a livré des couches de grès et de marnes très riches en fossiles vieux de 20 à 25 millions d'années. Plusieurs centaines de fossiles furent extraits, témoignant du climat tropical qui régnait à cette époque: feuilles de palmiers ou de canneliers, ossements de crocodiles ou de rhinocéros. Au moins 27 nouvelles espèces de fossiles y furent découvertes, aujourd'hui précieusement conservées au Naturéum.
L'ouverture du tunnel de la Barre a permis le développement urbain du vallon de la Louve en amont de la place de la Riponne, notamment par la construction entre 1861 et 1862 de logements ouvriers sur le côté est de la place,.

## Description

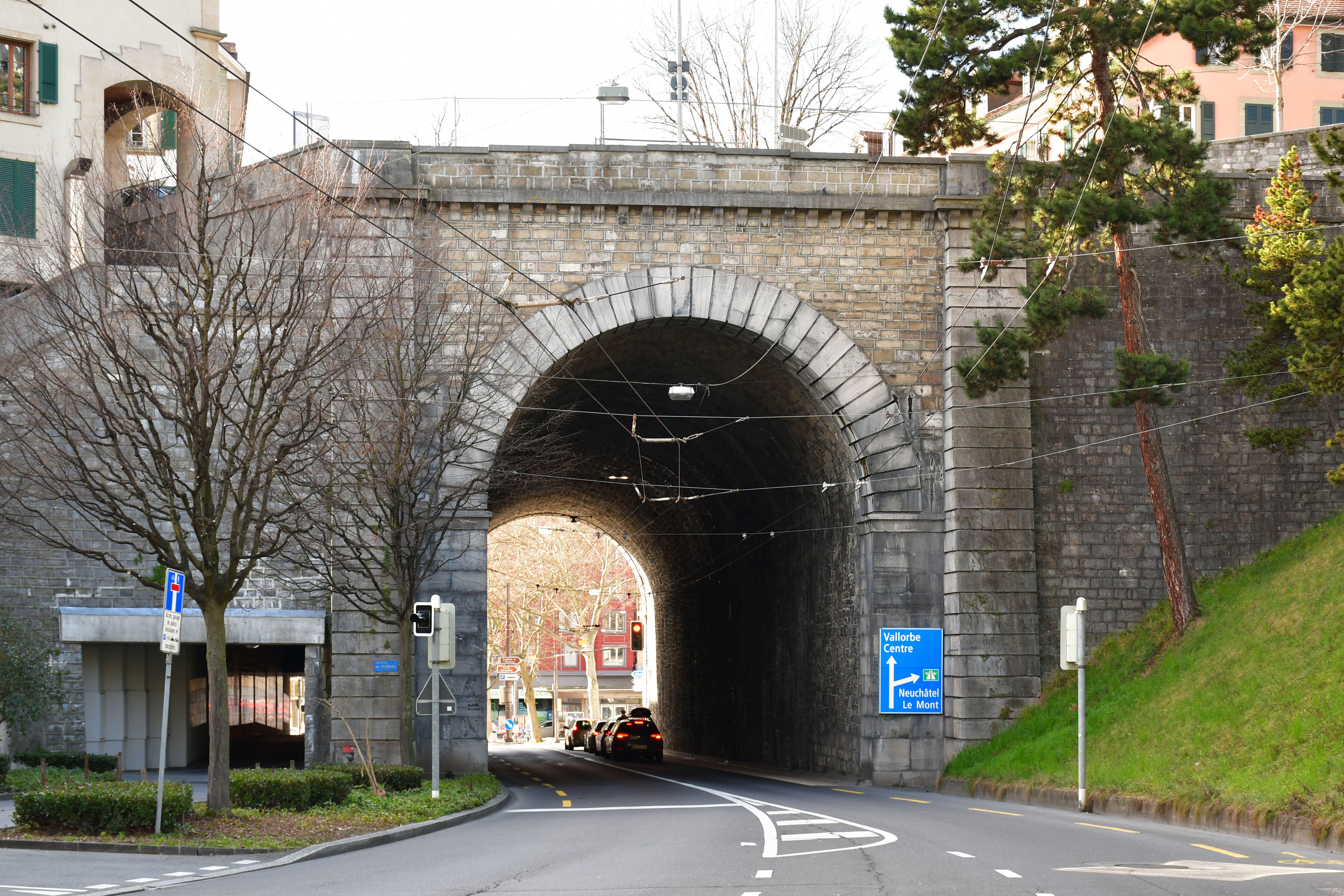
Le portail est du tunnel de la Barre et la rue César-Roux.

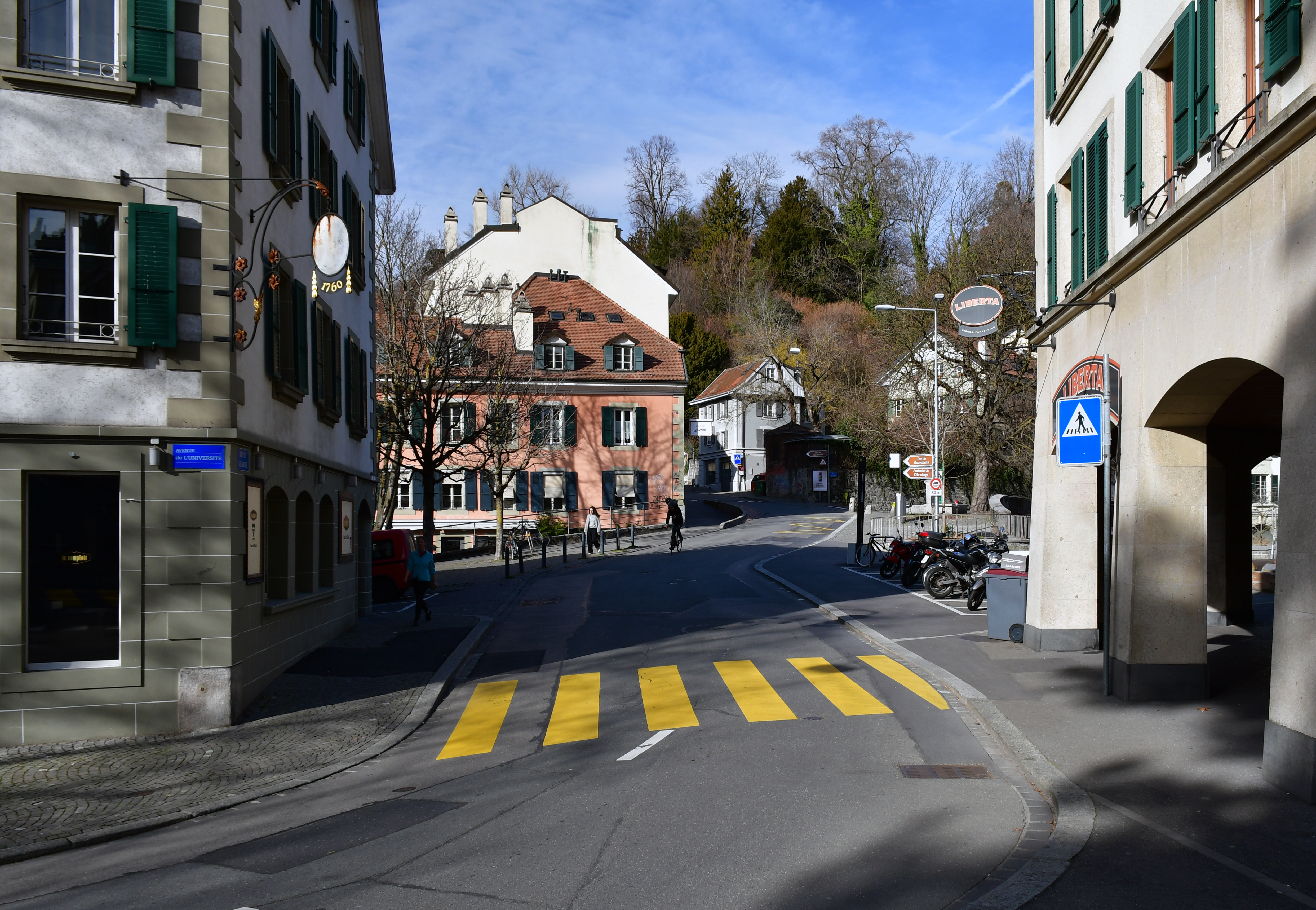
La rue de la Barre, qui passe au-dessus du tunnel et relie la colline du Signal (et le quartier de Sauvabelin) à la colline de la Cité.

Long de 56 m, large de 9 m, le tunnel est construit en pierres de taille et maçonnerie. Les portails en plein cintre culminent à une hauteur sous clef de 10,80 m sous la voûte et sont encadrés de contreforts. Ils se prolongent de chaque côté par de robustes murs de soutènement. Au sommet, les parapets dessinent une légère courbe.

## Géographie
Ce tunnel est situé à cheval sur les quartiers de Vallon/Béthusy à l'est et celui du centre à l'ouest, entre la place du Nord et la place du Tunnel, respectivement.